# Sablière de Schoppach
Cet article concerne l'ancienne sablière de Schoppach. Pour le village de la commune d'Arlon, voir Schoppach.
La sablière de Schoppach est une ancienne carrière de sable reprise en tant que site de grand intérêt biologique par la Région wallonne. Elle se situe en Belgique dans le village de Schoppach appartenant à la commune d'Arlon en province du Luxembourg.
Inexploitée depuis plusieurs décennies, la sablière de Schoppach a vu se développer sur son site plusieurs espèces biologiques remarquables comme par exemple l'hirondelle de rivage ou le triton crêté.
En octobre 2019, cette zone fait particulièrement parler d'elle en Belgique avec son occupation illégale par des militants écologistes. Cette zone à défendre a pour objectif principal d'empêcher un projet d'urbanisation du site par le propriétaire, l'intercommunale Idélux.

## Historique
L'exploitation industrielle initiale visait l'extraction de sable datant du jurassique dans la formation géologique de Luxembourg.
Aujourd'hui le terrain de l'ancienne sablière de Schoppach appartient à l'intercommunale IDELUX (de). Celui-ci se situe en «  zone d'aménagement communal concerté à caractère économique » (ZACCE) au plan de secteur.

## Description
Le site actuel se divise en trois secteurs distincts :
1. Le secteur occidental : Il s'agit d'une partie de la sablière ayant servi en 1995 durant 5 ans en tant que décharge de classe 3 dont l'exploitation dépendait de l'intercommunale Idélux. Cet espace est principalement constitué de friche herbacée, de zones plus humides et d'un espace sablonneux.
2. Le secteur médian : Partiellement comblé de matériaux inertes et de terres, cette zone comporte notamment des parties sableuses, des zones humides, des mares et des zones reboisées.
3. Le secteur oriental : Cette partie de la sablière est constituée d'une vaste friche rudérale et de végétation pionnière.

## Situation
Situé en Lorraine belge, le site de grand intérêt biologique de la sablière de Schoppach s'étend sur 13,42 hectares.
Cette ancienne carrière se trouve dans le village de Schoppach en périphérie de la ville d'Arlon en bordure de l'autoroute  et des routes nationales  et .

## Intérêt biologique

### Biotopes
La sablière de Schoppach compte neuf type de biotopes recensés par la Région wallonne selon le code WalEUNIS utilisé dans la classification des sites de grand intérêt biologique.
| Code WalEUNIS | Nom                                                                |
| ------------- | ------------------------------------------------------------------ |
| C1            | Eaux stagnantes                                                    |
| C3.23         | Typhaies                                                           |
| C3.5          | Végétation pionnière et éphémère des rives périodiquement exondées |
| D5.21f        | Caricaies à Carex vesicaria                                        |
| E1            | Pelouses sèches                                                    |
| E1.9          | Pelouses sur sable                                                 |
| E5.6e         | Végétation rudérale sur sol sablonneux                             |
| G1.9b         | Saulaies de colonisation ou de recolonisation                      |
| J3.3          | Carrières et sablières abandonnées                                 |

### Faune

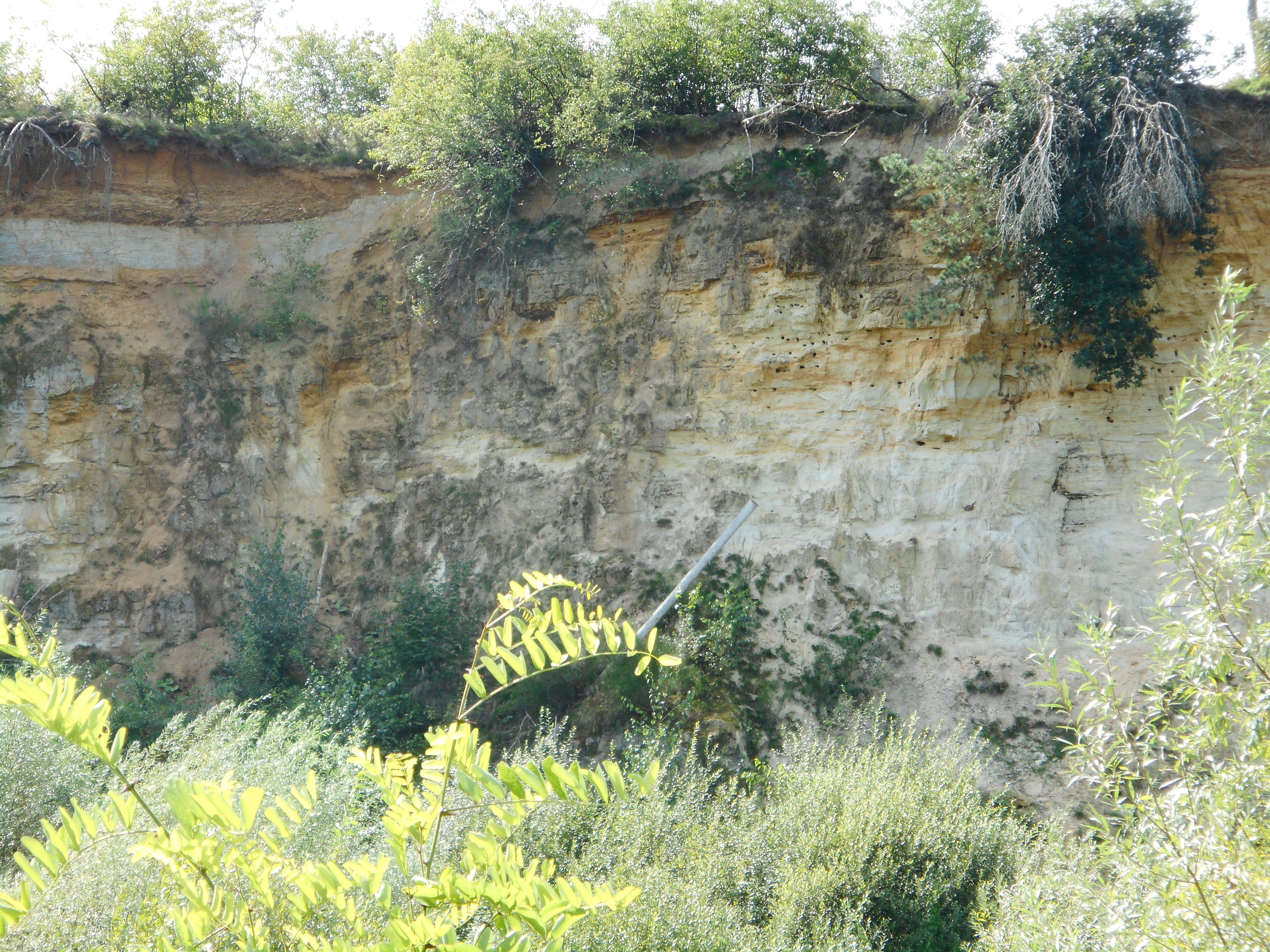
Falaise de la sablière, lieu de nidification des hirondelles de rivage.

Plusieurs espèces animales rares et protégées ont pu être observées sur le site de la sablière de Schoppach. C'est par exemple le cas de l'hirondelle de rivage et du triton crêté mais également de plusieurs espèces de papillons tels que l'argus bleu-violet, le damier du plantain et le cuivré des marais.

### Flore
Le milieu particulier de la sablière de Schoppach est propice à la présence de plusieurs plantes rares et protégées. On y retrouve notamment la gesse de Nissole, le corynéphore, la sagine noueuse, l'orchis pyramidal ou encore la plante carnivore aquatique l'utriculaire.

### Évolution du site après son exploitation industrielle
Depuis la fin de son exploitation, la sablière de Schoppach a subi de profonds changements. Une partie de celle-ci a notamment été remblayée par des déchets inertes, servant de décharge de classe 3. Un reboisement spontané de végétation pionnière s'y développe également depuis plusieurs décennies.
« Malgré ces multiples altérations, le site conserve un intérêt biologique important ».
Ce reboisement spontané aurait conduit à la disparition sur ce site de l'hirondelle de rivage qui affectionne des milieux de type ouvert plutôt que les milieux boisés. Le triton crêté aurait également disparu à cause du comblement des mares. Cependant l'intérêt biologique du site serait toujours bien présent d'après Jean-Paul Jacob, expert scientifique de l'association de protection de la nature Natagora qui souligne que d'autres espèces menacées subsistent.

### Défrichement du site
Après le démantèlement de la ZAD d'Arlon le 15 mars 2021, l'intercommunale Idélux procède très rapidement à une sécurisation de la zone au moyen de clôtures et au « nettoyage » des aménagements réalisés par les zadistes sur le site.
Entre le 15 mars et le 1er avril 2021, Idélux procède au défrichement de la zone ce qui entraine de vives réactions notamment de la part de l'Observatoire de l'Environnement (ObsE). Celui-ci dénonce ce défrichage en pleine période de nidification des oiseaux et qualifie l'acte de « carnage ».
En réponse à ce défrichement, l'ObsE réclame qu'Idélux crée une réserve naturelle de 30 hectares mais l'intercommunale affirme avoir agi en toute légalité puisque l'accord du Département Nature et Forêt (DNF) avait été donné.
L'ObsE affirme qu'il compte déposer un recours en annulation devant le Conseil d'Etat à l'encontre d'Idélux car il s'agirait selon eux d'une « autorisation pour un défrichage non-urgent ».
En mai 2022, à la suite d'une part du défrichement du site de la Sablière de Schoppach par l'intercommunale Idélux et d'une autre part du nettoyage de la crête de taille sur plusieurs dizaines de mètres par les zadistes, de nouvelles colonies d’hirondelles de rivages peuvent être observées. Celles-ci ont recolonisé le site grâce à ces deux actions non coordonnées qui ont permis de recréer les conditions propices à leur occupation.
L'espèce étant protégée, Idélux doit se concerter avec le Département Nature et Forêt afin d'offrir de nouvelles garanties de protection pour cette espèce. Il serait question d'étendre la zone protégée prévue dans le projet sur un ou deux hectares supplémentaires. En plus de cette espèce, le guêpier s'est également installé sur l'ancien site de la sablière.

## Projet d'Idélux

### Description
Le terrain se trouvant en zone d'aménagement communal concerté à caractère économique (ZACCE) au plan de secteur, l'intercommunale Idélux souhaite réaffecter cette ancienne sablière en parc d'activités économiques destiné à accueillir des petites et des moyennes entreprises.
Sur les 30 hectares du site, 17 devraient être destinés aux entreprises et 6 hectares devraient être reconvertis en une réserve naturelle gérée par le Département de la Nature et des Forêts de la Région wallonne.
Ce parc d'activités économiques est qualifié de « parc de 3e génération », c'est-à-dire que les prescriptions environnementales et urbanistiques sont plus exigeantes que par le passé. Le directeur d'Idélux espère que celui-ci sera opérationnel d'ici 2025.

### Avancement
En avril 2021 débutent les travaux de la construction d'une nouvelle pompe CNG sur le terrain de l'ancienne sablière en bordure de la route nationale 82.

## Oppositions au projet

### Zablière - ZAD d'Arlon
Le 26 octobre 2019, des militants écologistes s'installent sur le site de la sablière de Schoppach en vue d'y établir une zone à défendre. Cette occupation illégale a pour objectif d'empêcher la destruction du site naturel en question par les promoteurs du projet.
La ZAD d'Arlon sera finalement démantelée après plus d'un an d'occupation le 15 mars 2021 par la police. Cette intervention fait suite d'un arrêté de police administrative pris par le bourgmestre d'Arlon Vincent Magnus (CDH).

### Riverains
Après le démantèlement de la ZAD d'Arlon, 168 citoyens écrivent et signent une carte blanche afin de remercier l'action menée par les zadistes à l'encontre du projet d'Idélux.

### Observatoire de l'Environnement
L'Observation de l'Environnement d'Arlon (ObsE) ne se prononce pas encore par rapport à ce projet étant donné que les demandes de permis n'ont pas encore été déposées par Idélux. Néanmoins l'ObsE déclare qu'ils suivent le dossier de très près à la suite du défrichement fortement contesté de la zone.

### Opposition politique
Remettant en cause le besoin de nouveaux espaces destinés aux activités économiques en province de Luxembourg, Ecolo Luxembourg déclare être opposé à ce projet de zoning artisanal. L'impact négatif de celui-ci à l'égard de la biodiversité et du réchauffement climatique est également pointé du doigt par le parti politique communal.

## Soutiens au projet
Parmi les défenseurs du projet de parc d'activités économiques se trouvent notamment le porteur du projet, Idélux, et le bourgmestre d'Arlon Vincent Magnus. Ceux-ci maintiennent que la province de Luxembourg a besoin de nouveaux espaces à vocation économique, particulièrement pour les petites et moyennes entreprises.
En janvier 2021, le ministre wallon de l'aménagement du territoire Willy Borsus est interpelé par deux parlementaires par rapport à la ZAD d'Arlon. Celui-ci déclare que bien que la sablière de Schoppach soit reprise comme site de grand intérêt biologique, elle n'est pas reprise dans le réseau Natura 2000. Cette absence dans ce réseau et le fait que le site soit repris comme zone d'aménagement communal concerté à caractère économique (ZACCE) justifierait l'urbanisation de ladite zone.